# Поселение Киреевка-2
 Поселение Киреевка-2 — древнее поселение эпохи ранней бронзы (3 тыс. до н. э.) и средневековья (VIII—X вв. н. э.), расположено около хутора Киреевка Октябрьского района Ростовской области. Открыто в 2006 году.

## История
Археологический памятник древнее поселение Киреевка-2 эпохи ранней бронзы (3 тыс. до н. э.) и средневековья (VIII—X века н. э.) был открыт в 2006 году при проведении обследования трассы магистрального газопровода «КС Сохрановка — КС Октябрьская». Расположен он в 1,7 километра к северо-востоку от хутора Киреевка Октябрьского района Ростовской области. Получил имя от названия хутора Киреевка.
В свое время внимание ученых привлекли скопления крупных каменных глыб среди пахотного поля. Здесь начались археологические раскопки на площади 3 520 квадратных метров. Работы проводились ручную, рабочие снимали грунт тонкими слоями толщиной около 20 сантиметров, все обнаруженные находки отмечались и наносились на общий план селения. Анализ находок позволил сделать выводы, что скопление глыб и обломков песчаника было разрушенным святилищем древних людей. Вероятно, святилище вначале было круглым, а в его центре стояли вертикально глыбы песчаника. Остатки сооружения датированы бронзовым веком.
На раскопе обнаружены четыре слоя. В первом слое найдены куски амфорной керамики эпохи позднего средневековья — VIII—X веков н. э., относящиеся к салтово-маяцкой археологической культуре. Фрагменты лепной керамики относятся к эпохе поздней бронзы — срубной культуре конца II — начала I тысячелетия до н. э.
В раскопе найдены несколько кремнёвых изделий, нож, сделанный из вулканического стекла обсидиана на ножевидной пластине. Нож датируется эпохой ранней бронзы. Найден был очаг с золой и мелкими углями. Фрагменты керамики позволили установить время жизни людей — VIII—X век н. э. В это время делали посуду, подобную раскопанной.
В средние века люди в местах временного проживания люде не строили каменных сооружений, а жили в простых наземных постройках, которые не сохранились к настоящему времени. При этом люди всегда вырывали ямы различного назначения. В одной из ям археологи обнаружили обломки амфор и железный нож с крючком на черешке.